# Messatoporus jocosus
Messatoporus jocosus är en stekelart som först beskrevs av Léon Abel Provancher 1874.  Messatoporus jocosus ingår i släktet Messatoporus och familjen brokparasitsteklar. Inga underarter finns listade i Catalogue of Life.